# Estoński Komitet Ocalenia
Estoński Komitet Ocalenia (est. Eestimaa Päästmise Komitee/Päästekomitee) - organ wykonawczy estońskiego zgromadznia narodowego, Maapäevu, który ogłosił Estońską Deklarację Niepodległości.
Komitet utworzono 19 lutego 1918 w sytuacji wycofywania się wojsk rosyjskich z Estonii i zajmowania terytorium kraju przez wojska niemieckie. Poza ogłoszeniem niepodległości, Komitet wyznaczył również Estoński Rząd Tymczasowy, który sprawował władzę od 24 lutego 1918 do 8 maja 1919.
Członkami Komitetu zostali Konstantin Päts, Jüri Vilms i Konstantin Konik. Komitet ogłosił 24 lutego 1918, przygotowaną przez Maapäev, deklarację niepodległości kraju, nieuznaną początkowo przez Niemcy.